# فئران وحشية
الفئران الوحشية (الاسم العلمي:†Theridomyidae) هي فصيلة منقرضة من القوارض تتبع رتبة القوارض من طائفة الثدييات.

## التصنيف
- الفأراوات الوحشية
  - الفأر الوحشي